# ガウシアンビーム

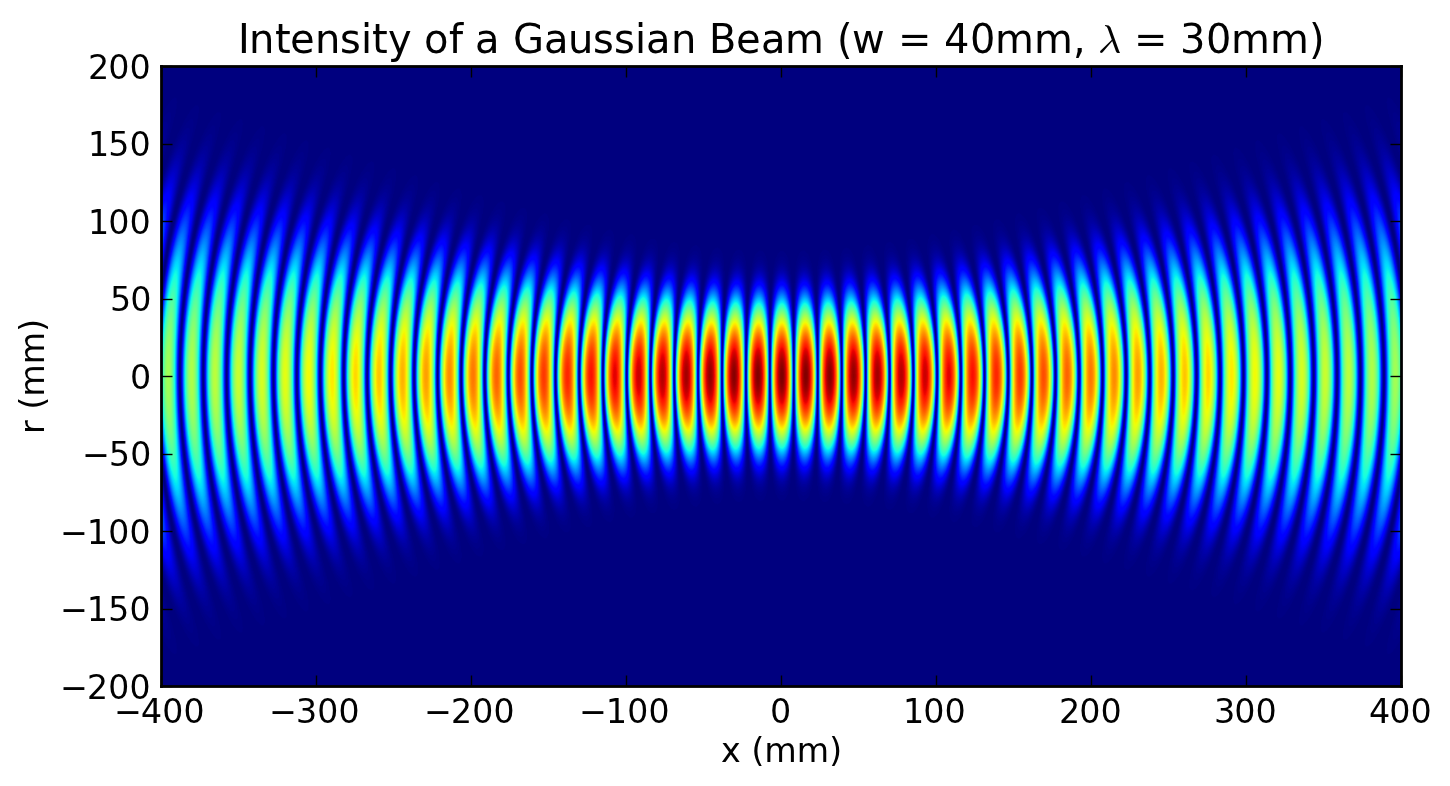
ある瞬間におけるガウシアンビームの強度分布。

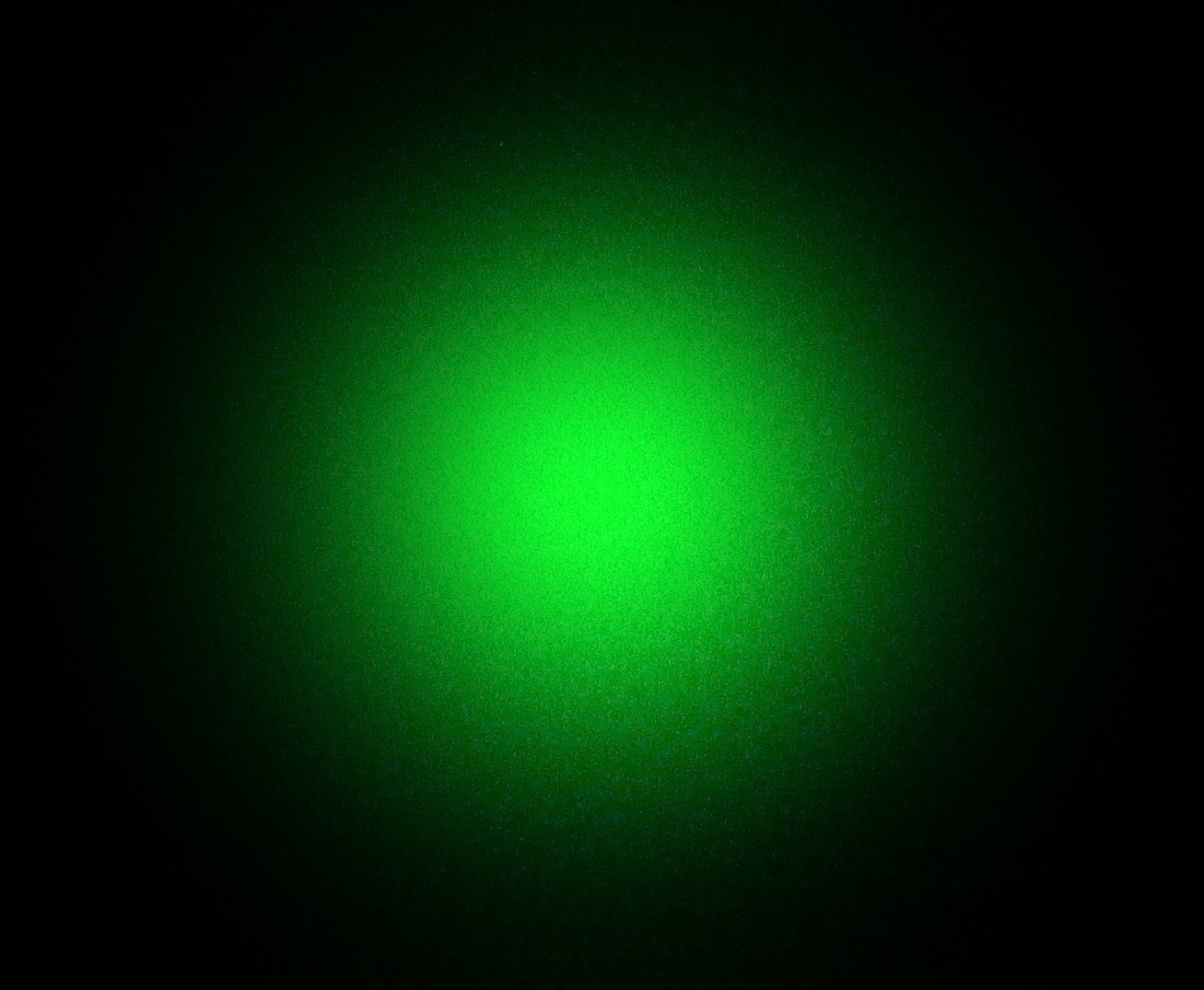
出力 5 mW の緑色レーザーポインタの強度分布。TEM_{00} モードの分布を示している。

光学において、 ガウシアンビーム（英: Gaussian beam）とは、横モードの電場および強度（放射照度）分布が近似的にガウス分布とみなせる電磁波をいう。多くのレーザーはその光軸への垂直面内の強度分布がガウス分布に近いビームを発しており、このようなレーザーでは共振器が基本横モード、または「TEM00 モード」で発振しているという。回折限界のレンズで屈折させたとき、ガウシアンビームは別の（パラメータの違う）ガウシアンビームへと変換されるため数学的に取り扱いやすく、レーザー光学における数理モデルとして広く採用されている。
ガウシアンビームがヘルムホルツ方程式の近軸近似の下での解であることは数学的に示すことができる。この解はガウス関数の形をとっており、ビームの電場の複素振幅を表わす。この形のビームの大きな特質として、電場と磁場が電磁波として一体となり伝播するため、電場と磁場のどちらか片方のみによってビームの特徴を記述できることが挙げられる。
ガウシアンビームが伝播するときの特徴は、スポットサイズと曲率半径、グイ位相というわずかなパラメータで記述できる。
近軸近似の下でのヘルムホルツ方程式には別の解も存在する。デカルト座標を用いて方程式を解くと、エルミート・ガウシアンモードと呼ばれる一連の解が得られ、円筒座標系を用いて解くとラゲール・ガウシアンモードと呼ばれる一連の解が得られる。どちらの解に対しても、最低次の解はガウシアンビームを表わし、高次の解は共振器の高次の横モードに対応する。

上図は紙面に垂直に伝播するガウシアンビームの二次元的照度分布を表わす。下図青線はビーム中心からの距離の関数としての電場強度を表わす。また、黒線は対応する照度関数を表わす。

## 数学的形式
ガウシアンビームはTEMモードの一つである。このモードの複素電場強度の数学的表式は近軸ヘルムホルツ方程式を解くことで得られ、以下のような表式を得る。
{\displaystyle E(r,z)=E_{0}{\frac {w_{0}}{w(z)}}\exp \left({\frac {-r^{2}}{w(z)^{2}}}-ikz-ik{\frac {r^{2}}{2R(z)}}+i\zeta (z)\right)}
ここに、変数は以下のように定義する。
r はビームの中心軸からの距離
z はビーム径の最も収束している点（ビームウェスト）からの中心軸方向の距離
i は虚数単位 (i2 = -1)
k = 2π/λ は波数（単位はラジアン毎メートル）
E0 = |E(0,0)|
w(z) はスポットサイズ（電界強度および放射照度が中心軸上の値からそれぞれ 1/e および 1/e2 になる半径）
w0 = w(0) はビームウェストでのスポットサイズ
R(z)は波面の曲率半径
ζ(z) はガウシアンビームに見られる特別な寄与であるグイ位相シフト
厳密には時間依存因子 eiωt もかかっているが、上の式では省略されている。
対応する時間平均強度分布は以下のように表わされる。
{\displaystyle I(r,z)={|E(r,z)|^{2} \over 2\eta }=I_{0}\left({\frac {w_{0}}{w(z)}}\right)^{2}\exp \left({\frac {-2r^{2}}{w^{2}(z)}}\right)}
ここで I0 = I(0,0) はビームウェストの中心における放射照度であり、定数 η はビームの伝播している媒質の特性インピーダンスである。自由空間においては、 η = η0 = √μ0/ε0 = 1/(cε0) ≈ 376.7 Ω となる。

## ビームパラメータ
ガウシアンビームのふるまいと形状は以下にしめす一連のビームパラメータにより記述される。

### ビーム幅またはスポットサイズ
自由空間を伝播するガウシアンビームにおいては、スポットサイズ（半径） w(z) はビームウェストとよばれる光軸上のある点で最小値 w0 をとる。波長 λ のビームの、ビームウェストから光軸にそって距離 z の点におけるスポットサイズは以下のように与えられる。
{\displaystyle w(z)=w_{0}\,{\sqrt {1+{\left({\frac {z}{z_{\mathrm {R} }}}\right)}^{2}}}}
ここで z-軸の原点はビームウェストと一致するようにとることとし、
{\displaystyle z_{\mathrm {R} }={\frac {\pi w_{0}^{2}}{\lambda }}}
はレイリー範囲と呼ばれる量である。

### レイリー範囲と共焦点パラメータ
ビームウェストからレイリー範囲 zR だけ離れた点ではビーム幅 w は以下のように与えられる。
{\displaystyle w(\pm z_{\mathrm {R} })={\sqrt {2}}w_{0}}
この二つの点の間の距離は「共焦点パラメータ」もしくはビームの「焦点深度」と呼ばれる。
{\displaystyle b=2z_{\mathrm {R} }={\frac {2\pi w_{0}^{2}}{\lambda }}}

### 曲率半径
R(z) はビームを構成する波面の「曲率半径」であり、以下のような位置の関数として与えられる。
{\displaystyle R(z)=z\left[{1+{\left({\frac {z_{\mathrm {R} }}{z}}\right)}^{2}}\right]}

### 発散角
パラメータ w(z) は z ≫ zR のときには z に比例するものと見なせる。このことは、ビームウェストから離れればビームは円錐形とみなせることを意味する。直線 r = w(z) とビームの中心軸 r = 0 との成す角度は、ビームの「発散角」と呼ばれ、以下のように与えられる。
{\displaystyle \theta \simeq {\frac {\lambda }{\pi w_{0}}}}
ここで、θの単位はラジアンである。
ビームウェストから遠いときのビームの拡がり角は以下のように与えられる。
{\displaystyle \Theta =2\theta }
発散角はビームウェストサイズ w0 に反比例するため、より焦点サイズの小さいガウシアンビームは伝播するにつれてより速く拡がっていくことになる。逆に言えば、レーザービームの平行性を高く保つためには、半径は大きくしなければならない。このビーム幅と発散角との間の関係は回折に起因する。非ガウシアンビームでもこの効果はみられるが、ガウシアンビームはビーム幅と発散角との積が可能な限り小さい特殊例である。
ガウシアンビームモデルは近軸近似に基いているため、波面がおよそ 30°以上傾いた場合には適用できなくなる。上の発散角についての式より、ガウシアンビームモデルが 2λ/π より大きなビームウェストサイズを持つときのみに適用できることになる。
レーザービームの品質はビームパラメータ積 (beam parameter product, BPP) により評価できる。ガウシアンビームについては、 BPP は発散角とビームウェストサイズ w0 の積である。実際のビームの BPP はビームの最小直径と遠地点における発散角を実測して積をとることにより求められる。実際のビームの BPP と、同波長の理想的なガウシアンビームにおける BPP の比は M2 と呼ばれる。ガウシアンビームにおいては、 M2 の値は1である。実際のビームはかならず1より大きい M2 値を持つが、高品質なビームでは非常に1に近い値となる。
ガウシアンビームの開口数は NA = nsinθ で定義される。ここで、 n はビームの伝播する媒質の屈折率である。この定義式より、レイリー散乱は開口数により次の式で表わすことができることが導かれる。
{\displaystyle z_{\mathrm {R} }=w_{0}/\mathrm {NA} }

### グイ位相
光軸上の「縦位相の遅れ」、もしくはグイ位相シフトは以下のように表わされる。
{\displaystyle \zeta (z)=\arctan \left({\frac {z}{z_{\mathrm {R} }}}\right)}
グイ位相シフトはガウシアンビームがビームウェストから離れた片側からもう片側に伝播するとき、平面波と同じ通常の位相シフト eikz の他に π だけ位相がずれることを示している。

### 複素ビームパラメータ
ガウシアンビームのスポットサイズと曲率半径についての情報を次の一つの複素ビームパラメータ q(z) により表わすことができる。
{\displaystyle q(z)=z+q_{0}=z+iz_{\mathrm {R} }}
この逆数 1/q(z) をとると、以下の式のように q(z) と w(z), R(z) との関係が顕わに示される。
{\displaystyle {1 \over q(z)}={1 \over z+iz_{\mathrm {R} }}={z \over z^{2}+z_{\mathrm {R} }^{2}}-i{z_{\mathrm {R} } \over z^{2}+z_{\mathrm {R} }^{2}}={1 \over R(z)}-i{\lambda  \over \pi w^{2}(z)}}
複素ビームパラメータはガウシアンビームの解析において、特に転送行列を用いた光共振器の解析において重要である。
潜在的に楕円の、または非点収差をもつビームの振幅 u は次のように二つの関数の積として表わせる。
{\displaystyle {u}(x,y,z)={u}(x,z)\,{u}(y,z)}
ここで、 
{\displaystyle {u}(x,z)={\frac {1}{\sqrt {{q}_{x}(z)}}}\exp \left(-ik{\frac {x^{2}}{2{q}_{x}(z)}}\right)}
{\displaystyle {u}(y,z)={\frac {1}{\sqrt {{q}_{y}(z)}}}\exp \left(-ik{\frac {y^{2}}{2{q}_{y}(z)}}\right)}
qx(z), qy(z) はそれぞれ x, y 方向の複素ビームパラメータである。
通常の円対称の場合、 qx(z) = qx(z) = q が成り立ち、 x2 + y2 = r2 とすれば下の式を得る。
{\displaystyle {u}(r,z)={\frac {1}{{q}(z)}}\exp \left(-ik{\frac {r^{2}}{2{q}(z)}}\right)}

## パワーと放射照度

### 開口を通るパワー
位置 z の光軸に垂直な面上の半径 r をもつ円を通過するパワー P は以下のように表わされる。
{\displaystyle P(r,z)=P_{0}\left[1-e^{-2r^{2}/w^{2}(z)}\right]}
ここで、
{\displaystyle P_{0}={1 \over 2}\pi I_{0}w_{0}^{2}}
はビームの運ぶパワーの総計である。
円の半径が r = w(z) のとき、この円を通過するパワーの全体に占める比率は以下の定数である。
{\displaystyle {P(z) \over P_{0}}=1-e^{-2}\approx 0.865}
同じように、パワー全体の90%は半径 r = 1.07w(z) の円を通過し、95%が半径 r = 1.224w(z) の円、99%が半径 r = 1.52w(z) の円を通過する。

### 放射照度のピーク値と平均値
光軸上のビームウェストから距離 z の点におけるピーク放射照度は、半径 r の円を通るパワーを πr2 で割ったものの極限をロピタルの定理を用いて計算すれば以下のように求めることができる。
{\displaystyle I(0,z)=\lim _{r\to 0}{\frac {P_{0}\left[1-e^{-2r^{2}/w^{2}(z)}\right]}{\pi r^{2}}}={\frac {P_{0}}{\pi }}\lim _{r\to 0}{\frac {\left[-(-2)(2r)e^{-2r^{2}/w^{2}(z)}\right]}{w^{2}(z)(2r)}}={2P_{0} \over \pi w^{2}(z)}}
よって、放射照度のピーク値は、半径 w(z) の円の面積でパワーの総計値を割って求められる、「平均強度」のちょうど2倍である。

## 導出
ガウシアンビームの数学的形式は、以下に示す自由空間または一様な誘電率をもつ媒質における電磁波の波動方程式を基礎とする。
{\displaystyle \nabla ^{2}U={\frac {1}{c^{2}}}{\frac {\partial ^{2}U}{\partial t^{2}}}}
U は {\displaystyle E_{x}}, {\displaystyle E_{y}}, {\displaystyle E_{z}}, {\displaystyle B_{x}}, {\displaystyle B_{y}}, {\displaystyle B_{z}} の六つの成分のうちどれかを表わす。ガウシアンビームの数式を導出するために、この方程式の解を次のように書き下す。
{\displaystyle U(x,y,z,t)=u(x,y,z)e^{-i(kz-\omega t)}}
ここで、ビームは十分にコリメートされている、すなわち z 軸に対して十分平行であるため、∂2u/∂z2 は無視できるものと仮定している。この解を上の波動方程式に代入すると、下に示す近軸近似の下での波動方程式が得られる。
{\displaystyle {\frac {\partial ^{2}u}{\partial x^{2}}}+{\frac {\partial ^{2}u}{\partial y^{2}}}=2ik{\frac {\partial u}{\partial z}}}
この微分方程式は無限の解関数を持つが、ガウシアンビームはそれらのうち最も低次のモードである。

## 高次のモード
ガウシアンビームは近軸近似の下であり得る無数のモードのうちの一つにすぎない。これらの互いに直交するモードもレーザービームのモデリングに用いられる。一般に、基底系が完全であれば、その線形結合をとることによってあらゆる実際のレーザービームを記述することができる。レーザーの設計によって、どのモードがそのレーザービームのモデルに適しているかが決まる。出力されるレーザーがある一つの高次モードによりよく近似されることもありうる。 多くのレーザー系はビームの伝播方向に直交する面での反転対称性をもつため、エルミート・ガウシアンモードが特によく用いられる。

### エルミート・ガウシアンモード

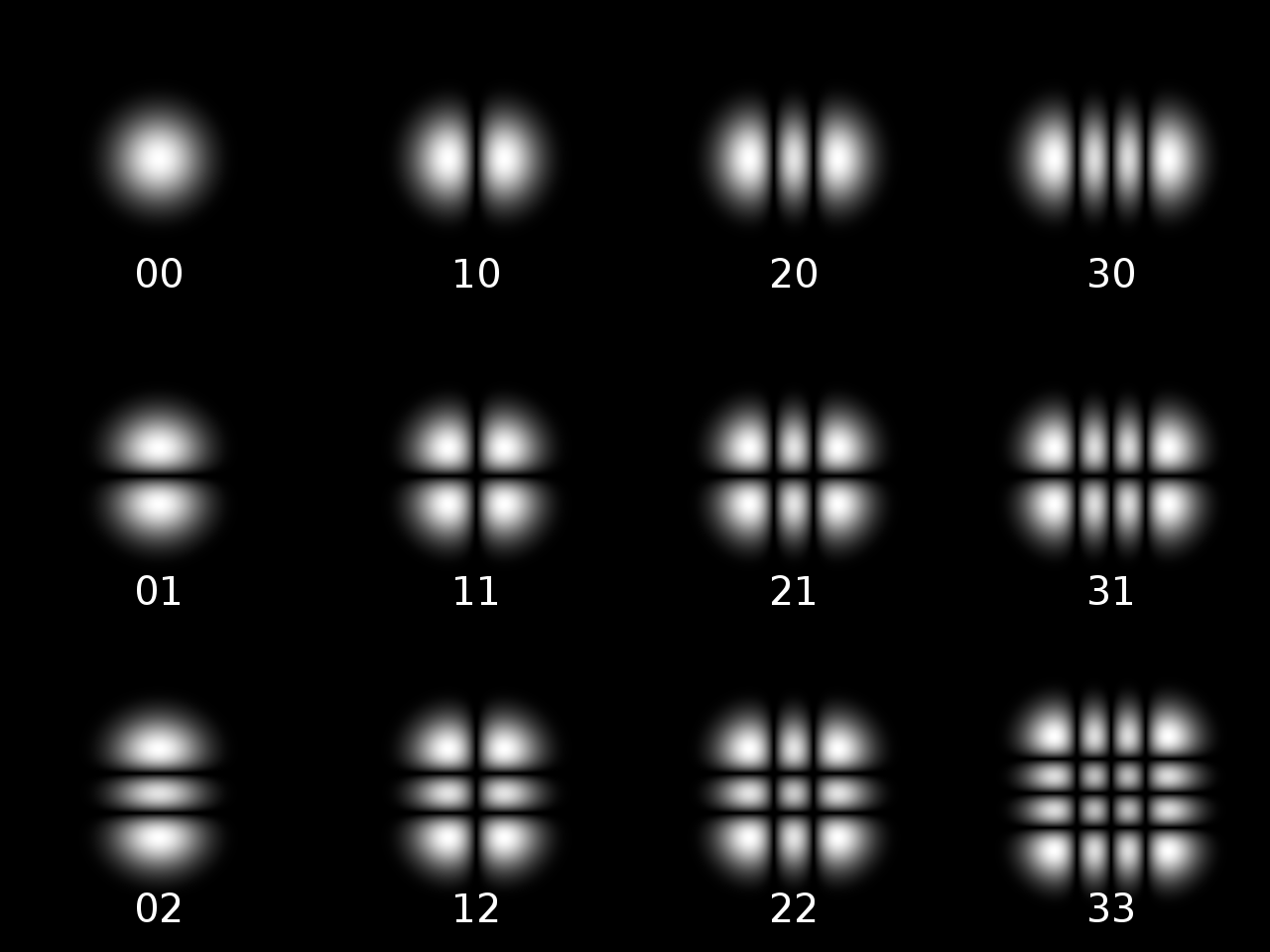
エルミート・ガウシアンモードの例

エルミート・ガウシアンモードは共振器が回転対称でなく、水平方向と鉛直方向が同等でない場合の出力レーザーの記述に便利である。上に定義した複素パラメータ q を用いると、 x-面内の振幅分布は以下の関数に比例する。
{\displaystyle {u}_{n}(x,z)=\left({\frac {2}{\pi }}\right)^{1/4}\left({\frac {1}{2^{n}n!w_{0}}}\right)^{1/2}\left({\frac {{q}_{0}}{{q}(z)}}\right)^{1/2}\left[{\frac {{q}_{0}}{{q}_{0}^{\ast }}}{\frac {{q}^{\ast }(z)}{{q}(z)}}\right]^{n/2}H_{n}\left({\frac {{\sqrt {2}}x}{w(z)}}\right)\exp \left[-i{\frac {kx^{2}}{2{q}(z)}}\right]}
ここで、 Hn(x) は n 次のエルミート多項式と呼ばれる関数（ここでは物理学者の定式を用いる。すなわち、 H1(x) = 2x とする）で、アスタリスクは複素共役を示す。n = 0 の場合がガウシアンモードの分布と対応する。
二次元直交座標系においては、umn(x,y,z) = um(x,z)un(y,z) のように関数を二つにわけることができる。ここで、 un(y,z) は um(x,z) と同じ形式を持つ。数学的には、この性質は 直交座標系におけるヘルムホルツ方程式が変数分離できることに起因する。
エルミート・ガウシアンモードは通常「TEMmn」のように表記される。ここで、 m, n はそれぞれ x, y 方向の多項式の次数である。よって、ガウシアンモードは TEM00 と表記される。
TEMmn モードのグイ位相は TEM00 モードの場合よりも強く、 1 + n + m 倍になる。軸上以外の位相シフトも異なる。

### ラゲール・ガウシアンモード

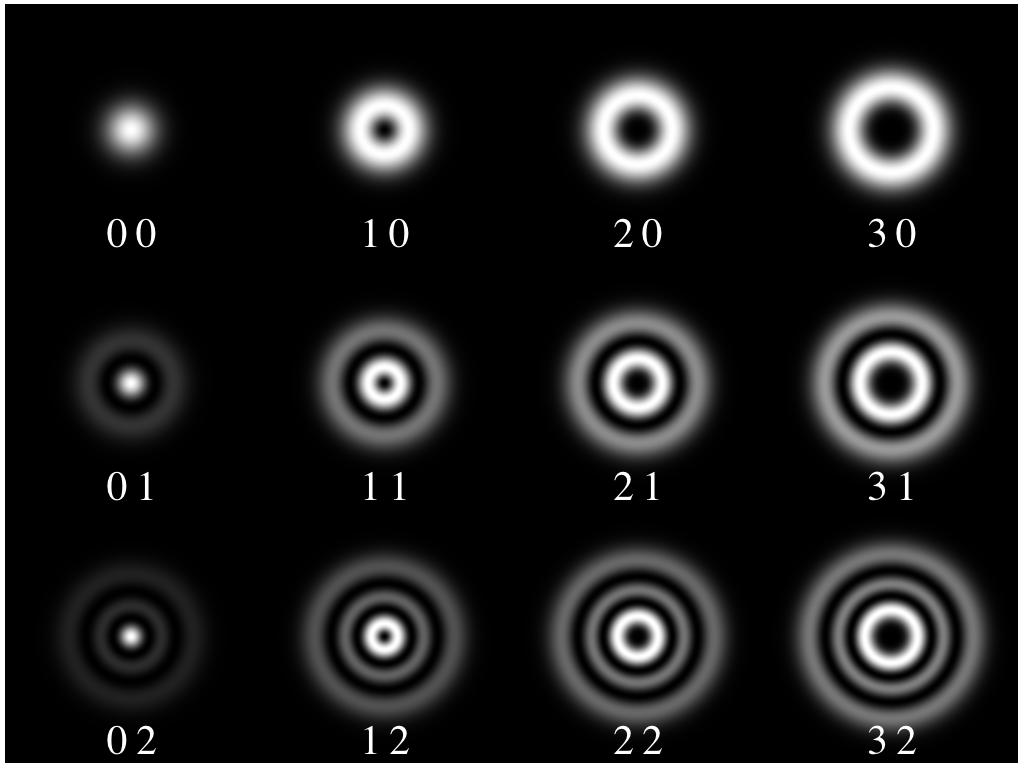
ラゲール・ガウシアンモードの強度分布の例。

円筒対称性のある場合、近軸波動方程式の自然な解はラゲール・ガウシアンモードを与える。このモードは、円筒座標系とラゲール多項式を用いて以下のように書ける。
{\displaystyle {u}(r,\phi ,z)={\frac {C_{lp}^{\mathrm {LG} }}{w(z)}}\left({\frac {r{\sqrt {2}}}{w(z)}}\right)^{|l|}\exp \left(-{\frac {r^{2}}{w^{2}(z)}}\right)L_{p}^{|l|}\left({\frac {2r^{2}}{w^{2}(z)}}\right)\exp \left(-ik{\frac {r^{2}}{2R(z)}}\right)\exp(il\phi )\exp \left[i(2p+|l|+1)\zeta (z)\right]}
ここで、 Ll
p は動径指数 p ≥ 0 、偏角指数 l の一般化ラゲール関数である。 CLG
lp は適当な正規化因子、w(z), R(z), ζ(z)  は前述のビームパラメータである。

### インス・ガウシアンモード
楕円座標系においては、高次のモードはインス多項式を用いて書き下せる。偶数および奇数インス・ガウシアンモードは以下のように与えられる。
{\displaystyle u_{\varepsilon }\left(\xi ,\eta ,z\right)={\frac {w_{0}}{w\left(z\right)}}\mathrm {C} _{p}^{m}\left(i\xi ,\varepsilon \right)\mathrm {C} _{p}^{m}\left(\eta ,\varepsilon \right)\exp \left[-ik{\frac {r^{2}}{2q\left(z\right)}}-\left(p+1\right)\zeta \left(z\right)\right]}
ここで、 ξ, η はそれぞれ楕円座標系の動径座標と偏角座標であり、以下のように定義される。
{\displaystyle x={\sqrt {\varepsilon /2}}w\left(z\right)\cosh \xi \cos \eta }
{\displaystyle y={\sqrt {\varepsilon /2}}w\left(z\right)\sinh \xi \sin \eta }
{\displaystyle {C}_{p}^{m}\left(\eta ,\varepsilon \right)} は次数 p 、度数 m の偶数インス多項式であり、 ε は楕円度パラメータである。エルミート・ガウシアンモードとラゲール・ガウシアンモードはインス・ガウシアンモードのそれぞれ ε = ∞ および ε = 0  の場合に相当する。

### 超幾何ガウシアンモード
近軸モードには、他にも極座標系において複素振幅が合流型超幾何関数に比例する一連のモードがある。
これらのモードは位相特異点をもち、光子の軌道角運動量の固有関数である。強度分布は中心に振幅がゼロとなる特異点を持つ、単一の明いリング状になる。振幅は正規化された無次元の動径座標 ρ = r/w0 と縦座標 Ζ = z/zR を用いて以下のように書き下される。
{\displaystyle u_{pm}(\rho ,\theta ;\mathrm {Z} )={\sqrt {\frac {2^{p+|m|+1}}{\pi \Gamma (p+|m|+1)}}}{\frac {\Gamma (1+|m|+{\frac {p}{2}})}{\Gamma (|m|+1)}}\,\,i^{|m|+1}\mathrm {Z} ^{\frac {p}{2}}(\mathrm {Z} +i)^{-(1+|m|+{\frac {p}{2}})}\rho ^{|m|}e^{-{\frac {i\rho ^{2}}{(\mathrm {Z} +i)}}}e^{im\phi }{}_{1}F_{1}\left(-{\frac {p}{2}},|m|+1;{\frac {r^{2}}{\mathrm {Z} (\mathrm {Z} +i)}}\right)}
ここで m は整数、 p ≥ −|m| は実数、 Γ(x) はガンマ関数、1F1(a, b; x)  は合流型超幾何関数である。
超幾何ガウシアン (英: hypergeometric-Gaussian, HyGG) モードの部分集合として、ベッセル・ガウシアンモード、修正指数ガウシアンモード、修正ラゲール・ガウシアンモードがある。
超幾何ガウシアンモードは過完備基底系を成し、直交基底系ではない。このモードは全体としては複雑な分布を持つが、瞳面 (Z = 0) においては非常に単純な分布を示す。
{\displaystyle u(\rho ,\phi ,0)\propto \rho ^{p+|m|}e^{-\rho ^{2}+im\phi }}